# Markea
Markea ist eine Pflanzengattung aus der Familie der Nachtschattengewächse (Solanaceae). Die je nach Autor 11 bis 20 Arten wachsen meist epiphytisch. Der Gattungsname ehrt den französischen Naturphilosophen und Botaniker Jean-Baptiste Pierre Antoine de Monet Chevalier de Lamarck (1744–1829).

## Beschreibung

### Vegetative Merkmale
Markea sind epiphytisch wachsende Pflanzen, die meist als Lianen, seltener als aufrechte oder niederliegende Sträucher von (selten nur 1) 1,5 bis 3,5 m Höhe wachsen. Nur in Ausnahmefällen sind es auch bis zu 6 m hohe Bäume. An den Wurzeln treten oftmals Verdickungen auf. Die Pflanzen können myrmekophil sein. Sie sind mit einer Vielzahl unterschiedlich gestalteter Haare besetzt, diese können einfach, verzweigt und baumförmig verzweigt sein, zudem gibt es drüsige Haare mit vielzelligen Köpfen und einem zweizelligen Stiel. Die Sprossachse ist (wahrscheinlich in allen Fällen) hohl und erreicht einen Durchmesser von bis zu 8 cm.
Die Laubblätter stehen gebüschelt (scheinbar quirlig) in Gruppen von drei bis sechs. Die Blattspreite ist meist membranartig, selten auch lederartig und dick, sie ist schmal oder breit elliptisch oder umgekehrt eiförmig-elliptisch. Die Basis ist spitz zulaufend, zugespitzt, abgerundet oder herzförmig, häufig am Stiel herablaufend; die Spitze ist meist spitz zulaufend, seltener zugespitzt, stumpf oder abgerundet. In einigen Arten haben die Blattspreiten mittlere Größe von (2,1) 4,5 bis 9 (13) × 2 bis 5 (6,8) cm, in anderen Arten sind sie größer, dann (7) 10 bis 22 (31) × (2,9) 4  bis 10 (14) cm. Die Blattstiele sind 6 bis 25 (60) mm lang.

### Blütenstände und Blüten
Die duftenden, manchmal übelriechenden oder auch geruchlosen Blüten stehen einzeln, nur in Ausnahmefällen paarig oder in zwei- bis zehnblütigen (in Ausnahmefällen bis siebzehnblütigen) zymösem Blütenständen. Die Blütenstandstiele sind entweder (3) 12 bis 30 (50) cm lang, fadenförmig, biegsam und aufrecht stehend oder nur 0,3 bis 16 cm lang, dick, starr und holzig. Die Blütenstiele sind entweder nur 1,5 bis 7 mm lang oder aber länger und dann 15 bis 25 mm, selten auch bis 63 mm lang. Nur in Ausnahmefällen sind die Blüten auch aufsitzend. Die Kelchblätter sind oft wenig verwachsen, so dass die Kelchröhre sehr kurz oder fast inexistent ist. Manchmal ist die Kelchröhre stärker ausgebildet, meist jedoch kürzer als die Kelchzipfel, nur in Ausnahmen ist die Kelchröhre auch länger. Die Krone ist rot, orange-rot, gelblich-orange, gelb-grünlich, grünlich, grünlich-weiß, violett oder schwärzlich-violett gefärbt. Sie ist oft in die für die Unterfamilie Juanulloideae typischen zwei Sektoren geteilt, von denen der untere, kürzere röhrenförmig und der obere lang trichterförmig ist. Einige Arten haben jedoch auch überbecherförmige oder trichterförmige Kronen. Die Länge der Krone ist variabel, meist liegt sie zwischen 4,5 und 11 cm, in zwei Arten werden sie auch länger und in einer Art (M. sturmii) wird die Krone nur etwa 2,45 cm lang. Die Kronlappen sind breiter als lang und für gewöhnlich zurückgebogen.
In einigen Arten stehen die Staubblätter über die Krone hinaus. Die Staubbeutel sind an der Basis fixiert, etwa 9,5 bis 18 mm lang, in einigen Arten auch kaum 6 bis 9,5 mm, sie stehen meist zusammengeneigt. Die Staubfäden sind länger, kürzer oder gleich lang wie die Staubbeutel, sind nur am unteren Ende behaart und etwa 5 bis 20 oder 30 mm von der Kronenbasis an dieser fixiert. Die Pollen sind mit einem Durchmesser von 24 bis 38 µm mittelgroß, die Pollenkornwand (Exine) ist dick oder dünn, meist um den Pollenäquator schuppig oder runzelig. Nur in der Art M. lopezii besitzen die Pollenkörner kleine Stacheln, Ubisch-Körper sind nur aus sechs Arten bekannt.
Der meist birnenförmige Fruchtknoten ist zweilappig und zweikammerig. Die Nektarien sind gut ausgeprägt. Die Narbe ist sattelförmig oder besitzt zwei kurze Verzweigungen.

### Früchte
Die Früchte werden von Armando Hunziker als Kapseln angesehen, wahrscheinlich, da das Perikarp dünn und transparent ist und im Alter trocken wirkt. Sandra Knapp bezeichnet die Früchte als Beeren, dagegen spricht das Fehlen eines dicken Perikarps. Die Früchte stehen in einem sich vergrößernden Kelch, der meist größer als die Früchte ist, nur in M. coccinea sind Frucht und Kelch beinahe gleich lang. Die Früchte besitzen an der Spitze einen langen oder kurzen Schnabel. Das Perikarp ist nur in M. crosbyana dick und lederig, in den anderen Arten ist es dünn und membranartig. Die Früchte enthalten etwa 50 bis 100 Samen, diese sind bumerangförmig, oder leicht gebogen bis fast gerade und stäbchenförmig. Ihre Länge reicht von 1,9 bis 3,8 mm. Das Embryo ist 1,6 bis 3,2 mm lang und leicht gebogen. Es besitzt anliegende Keimblätter, die länger als breit und kürzer, aber breiter als das restliche Embryo sind. Endosperm ist nur sehr kärglich vorhanden.

## Ökologie
Einige der Arten wie Markea longiflora, Markea formicarum, Markea ulei und Markea panamensis stehen in enger Verbindung mit Kolonien der Ameisenart Camponotus femuratus beziehungsweise Arten der Gattung Atzeca (Myrmekophilie). Diese Markea-Arten weisen unter anderem angeschwollene, knollenartige Stängel auf, die von den Ameisen als Nester oder als Lagerraum genutzt werden. An Samen der Art Markea coccinea ist auf der Samenoberfläche ein feines Netzwerk aus klebrigen Fäden vorhanden, was möglicherweise eine Anpassung an die Samenverbreitung durch Ameisen darstellt.
Als Bestäuber einiger Arten werden Fledermäuse vermutet, da bei Experimenten im Feld Markea-Pollen an gefangenen Fledermäusen nachgewiesen wurden. Im Gegensatz zu anderen neuweltlichen Pflanzenarten, die durch Fledermäuse bestäubt werden, bietet die Morphologie der Markea-Blüten jedoch keine Möglichkeit, direkt den Nektar zu erreichen, während die Fledermaus vor der Pflanze schwebt. Es wird vermutet, dass die Tiere in die Blüte kriechen, um an den Nektar zu gelangen, dies konnte jedoch nicht durch Beobachtung bestätigt werden. Es treten jedoch auch andere Formen der Bestäubung auf, so ist Markea coccinea an die Bestäubung durch Vögel angepasst (Ornithophilie).
Fressfeinde sind die Raupen verschiedener Edelfalter, die sich neben Markea-Arten auf Pflanzen der Nachtschattengewächs-Gattungen Solandra, Schultesianthus, Juanulloa und Merinthopodium spezialisiert haben. Hierzu gehören unter anderem Arten aus den Gattungen Olyras, Eutresis und Melinaea.

## Vorkommen
Hauptverbreitungsgebiet der Gattung ist das nördliche Südamerika, wo die meisten Arten der Gattung vorkommen. Sie wachsen dort in bergigen Regionen in Höhen zwischen 500 und 3000 m, etwa zehn der Arten prägen die Vegetation der Anden Kolumbiens, Ecuadors, Perus und Bolivien. Drei Arten sind endemisch in Mittelamerika, vier myrmekophile Arten kommen im Amazonasbecken und Guyana vor.

## Systematik
Die Abgrenzung der Gattung Markea zu anderen Gattungen ist derzeit noch umstritten. Unklar ist vor allem, wie sich die Beziehungen zu den Gattungen Hawkesiophyton und Schultesianthus gestalten. Sandra Knapp gliedert in einer phylogenetischen Studie aus dem Jahr 1997 die Arten der Gattung Hawkesiophyton in die Gattung Markea ein, erkennt aber auch Schultesianthus als eigenständige Gattung an. Armando Hunziker (2001) hingegen erhält den Gattungsstatus aller drei Gattungen aufrecht, als Unterscheidungsmerkmal zwischen den Gattungen Hawkesiophyton und Markea nennt er die Stellung der Staubbeutel in den Blüten. In molekularbiologischen Studien konnten bisher nur Markea ulei und Markea panamensis untersucht werden, beide gehören laut Hunziker zur Gattung Hawkesiophyton.
In der Gattung Markea werden je nach Autor 11 bis 20 Arten anerkannt. Die Typusart ist Markea coccinea.
Derzeit anerkannte Arten:
- Markea antioquiensis S.Knapp: Kolumbien.[6][7]
- Markea atlantica Stehmann & Giacomin[1] (Syn.: Dyssochroma atlantica (Stehmann & Giacomin) A.Orejuela & C.I.Orozco): Brasilianischer Bundesstaat Espírito Santo.[7]
- Markea coccinea Rich.: Tropisches Südamerika.[7]
- Markea epifita S.Knapp: Zentrales Ecuador.[7][6]
- Markea formicarum Dammer: Tropisches Südamerika.[7]
- Markea fosbergii Hunz.: Südliches Ecuador.[7]
- Markea harlingiana Hunz.: Südliches Kolumbien bis nördliches Ecuador.[7]
- Markea huilensis A.Orejuela & J.M.Vélez: Kolumbien.[7][2]
- Markea hunzikeri A.Orejuela & C.I.Orozco: Kolumbien.[7][2]
- Markea longiflora Miers: Trinidad bis nördliches Brasilien.[7]
- Markea lopezii Hunz.: Kolumbien.[7]
- Markea pilosa S. Knapp: Südwestliches Kolumbien bis nordwestliches Ecuador.[7][6]
- Markea plowmanii Hunz.: Östliches und südöstliches Kolumbien.[7]
- Markea purpurea A.Orejuela & C.I.Orozco: Kolumbien.[7][2]
- Markea sessiliflora Ducke: Nördliches Südamerika bis nördliches Brasilien.[7]
- Markea spruceana Hunz.: Westliches Ecuador.[7]
- Markea sturmii Cuatrec.: Zentrales und südliches Kolumbien.[7]
- Markea vasquezii E.Rodr.: Nördliches Peru.[7][8]

Von Knapp in die Gattung Schultesianthus verschoben, aber von Hunziker nicht anerkannt und weiter als Markea geführt:
- Markea crosbyana D’Arcy (Syn.: Schultesianthus crosbyanus (D’Arcy) S.Knapp): Costa Rica bis Panama.[7]
- Markea uniflora Lundell (Syn.: Schultesianthus uniflorus (Lundell) S.Knapp): Mexiko bis Guatemala.[7]
- Markea venosa Standl. et C.V.Morton (Syn.: Schultesianthus venosus (Standl. et C.V.Morton) S.Knapp): Costa Rica.[7]

Von Knapp in die Gattung Markea eingefügt, von Hunziker als Hawkesiophyton geführt:
- Markea panamensis Standl. (Syn.: Hawkesiophyton panamensis (Standl.) Hunz.): Costa Rica bis Panama.[7]
- Markea ulei (Dammer) Cuatrec. (Syn.: Hawkesiophyton ulei (Dammer) Hunz.): Panama bis Venezuela und Bolivien.[7]
- Markea klugii (Hunz.) Molinari (Syn.: Hawkesiophyton klugii Hunz.): Peru.[7]

## Nachweise

### Hauptquellen
- Armando T. Hunziker: The Genera of Solanaceae. A.R.G. Gantner Verlag K.G., Ruggell, Liechtenstein 2001. ISBN 3-904144-77-4.